# تاريخ العرب

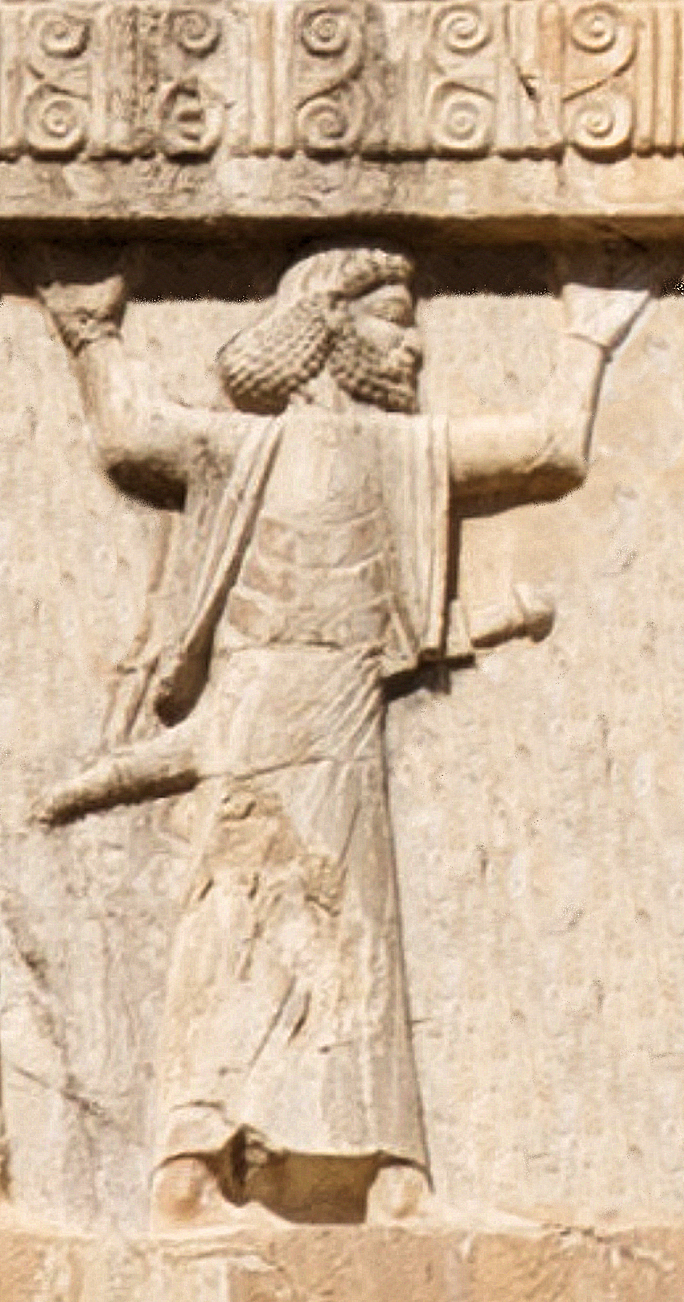
جندي عربي في الجيش الأخميني حوالي 480 قبل الميلاد.

يبدأ تاريخ العرب في منتصف القرن التاسع قبل الميلاد وهو أول شهادة معروفة للغة العربية القديمة. يبدو أن العرب كانوا تحت سيطرة الإمبراطورية الآشورية الحديثة وتواجدوا في المناطق من جنوب تركيا إلى شبه الجزيرة العربية. القبائل العربية وأبرزها الغساسنة والمناذرة بدأت في الظهور في جنوب الصحراء السورية.
قبل التوسع في الخلافة الراشدة (632-661) استقر العرب إلي حد كبير في شبه الجزيرة العربية والصحراء السورية وبلاد ما بين النهرين. يشار إلى العرب الأشخاص الذين تشكل مناطقهم الأصلية العالم العربي بسبب انتشار العرب واللغة العربية في جميع أنحاء المنطقة خلال الفتوحات الإسلامية المبكرة في القرنين السابع والثامن. توسعت مناطق تواجد العرب خلال فترة الخلافة الراشدة (632-661) والخلافة الأموية (661-750) والخلافة العباسية (750-1258) والتي وصلت في اقصى اتساع لها إلى جنوب حدود فرنسا في الغرب والصين في الشرق والأناضول في الشمال والسودان في الجنوب. وكانت هذه واحدة من أكبر إمبراطوريات الأرض في التاريخ. في أوائل القرن العشرين أشارت الحرب العالمية الأولى إلى نهاية الدولة العثمانية التي حكمت معظم العالم العربي منذ غزو دولة المماليك في عام 1517. وقد أدى ذلك إلى هزيمة الإمبراطورية وحلها وتقسيم أراضيها وتشكيل الدول العربية الحديثة. بعد اعتماد بروتوكول الإسكندرية في عام 1944 تأسست جامعة الدول العربية في 22 مارس 1945. أقر ميثاق جامعة الدول العربية مبدأ الوطن العربي مع احترام السيادة الفردية للدول الأعضاء فيها.

## العصور القديمة
دراسة شبه الجزيرة العربية ما قبل الإسلام العربية مهمة لأنها وفق الدراسات الإسلامية توفر السياق لتطور الإسلام. تطورت بعض المجتمعات المستقرة في شبه الجزيرة العربية إلى حضارات مميزة. مصادر هذه الحضارات ليست واسعة النطاق وتقتصر على الأدلة الأثرية والكتب التاريخية خارج شبه الجزيرة العربية والتقاليد الشفوية العربية التي سجلها لاحقا علماء الإسلام. كان من بين أبرز الحضارات دلمون الذي نشأت حوالي الألفية الرابعة قبل الميلاد واستمرت حتى عام 538 قبل الميلاد وحضارة ثمود التي نشأت حوالي الألفية الأولى قبل الميلاد واستمرت حوالي 300 م. بالإضافة إلى ذلك فمنذ بداية الألفية الأولى قبل الميلاد كانت جنوب الجزيرة العربية موطنا لعدد من الممالك مثل مملكة سبأ وكانت المناطق الساحلية في شرق الجزيرة العربية (إقليم البحرين) تحت سيطرة الإمبراطورية الفرثية والساسانيون من 300 قبل الميلاد.

### الممالك الكلاسيكية

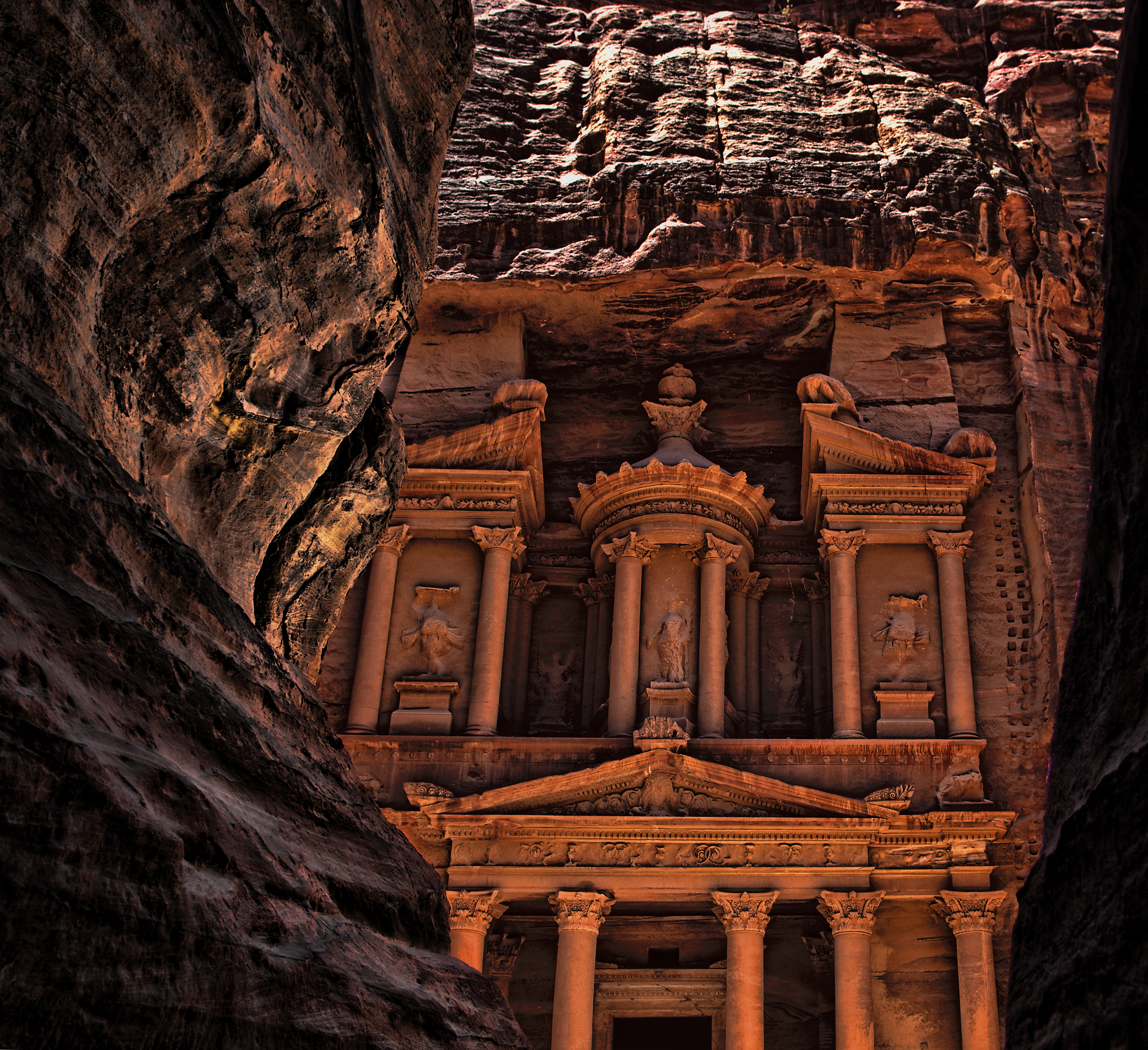
واجهة من الخزنة في البتراء في الأردن التي بناها الأنباط.

تعطي النصوص العربية الأولى أو العربية الشمالية القديمة صورة أوضح لظهور العرب. وكانت مكتوبة في وقت قريب وبعيدة عن المتغيرات عن كتابات اللغة العربية الجنوبية المكتوبة بخط المسند بما في ذلك القرن الثامن قبل الميلاد وقد عثر علي كتابات ونقوش في منطقة الأحساء شرق المملكة وأخرى تعود إلى القرن السادس قبل الميلاد في مملكة دادان جنوب شرق المملكة العربية السعودية والنصوص الثمودية وجدت في جميع أنحاء شبه الجزيرة العربية وسيناء وليس في الواقع مرتبطة مع حضارة ثمود.
الأنباط كانوا من البدو الذين انتقلوا إلى الأراضي التي أخلتها مملكة إدوم وهم من الشعوب السامية الذين استوطنوا المنطقة قرونًا من قبلهم. وكانت نقوشهم المبكرة باللغة الآرامية لكنهم تحولوا تدريجياً إلى اللغة العربية وبما أنهم كتبوا فإنهم هم الذين صنعوا النقوش الأولى باللغة العربية. تم تبني الأبجدية النبطية من قبل العرب في الجنوب وتطورت إلى نص عربي حديث في حوالي القرن الرابع. يشهد على ذلك النقوش الصفائية (بداية من القرن الأول قبل الميلاد) والعديد من الأسماء الشخصية العربية في النقوش النبطية. منذ حوالي القرن الثاني قبل الميلاد تكشف بعض النقوش من قرية الفاو عن لهجة لم تعد تُعتبر اللغة العربية الفصحى ولكن قبل العربية الكلاسيكية . تم العثور على خمس نقوش سريانية تذكر العرب في أثار سوماتار هارابيسي وأحدها يعود إلى القرن الثاني الميلادي.

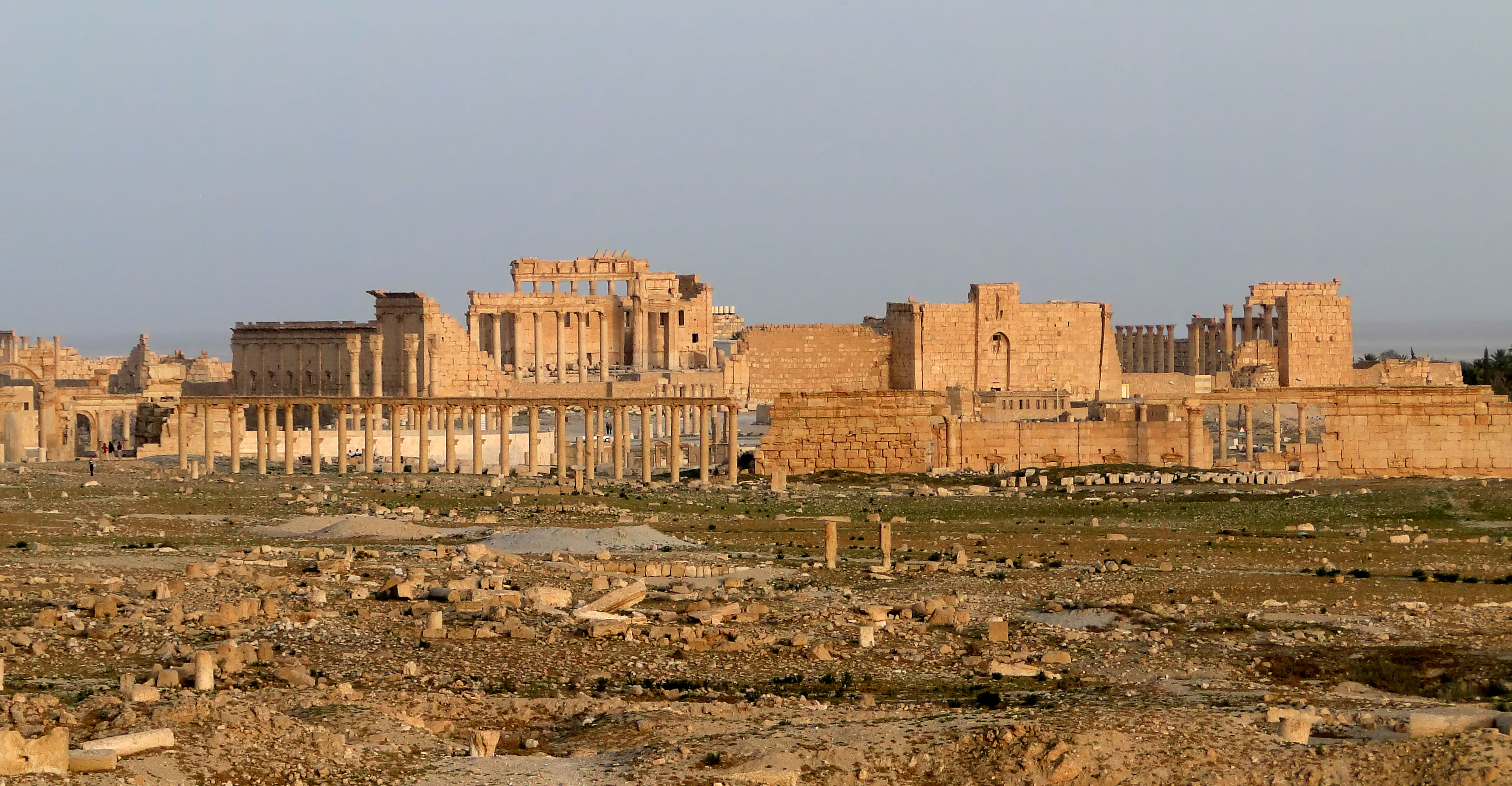
مدينة تدمر القديمة.

وصل العرب إلى تدمر في أواخر الألفية الأولى قبل الميلاد.  وصف جنود الشيخ زابديبل الذين ساعدوا السلوقيين في معركة رافيا (217 ق.م.) بالعرب. لم يُعرّف زابديبل ورجاله بالفعل في النصوص، لكن اسم «زابديبل» هو الاسم الذي تم استنتاجه لأن الشيخ تمكن في النهاية من السيطرة على تدمر.  تم فتح تدمر من قبل الخلافة الراشدة بعد الاستيلاء عليها عام 634 من قبل القائد العربي خالد بن الوليد الذي فتح المدينة في طريقه إلى دمشق في مسيرة استمرت 18 يومًا من قبل جيشه عبر الصحراء السورية من بلاد ما بين النهرين.  بحلول ذلك الوقت كانت تدمر تقتصر على معسكر دقلديانوس.  بعد الفتح أصبحت المدينة جزءًا من محافظة حمص. 

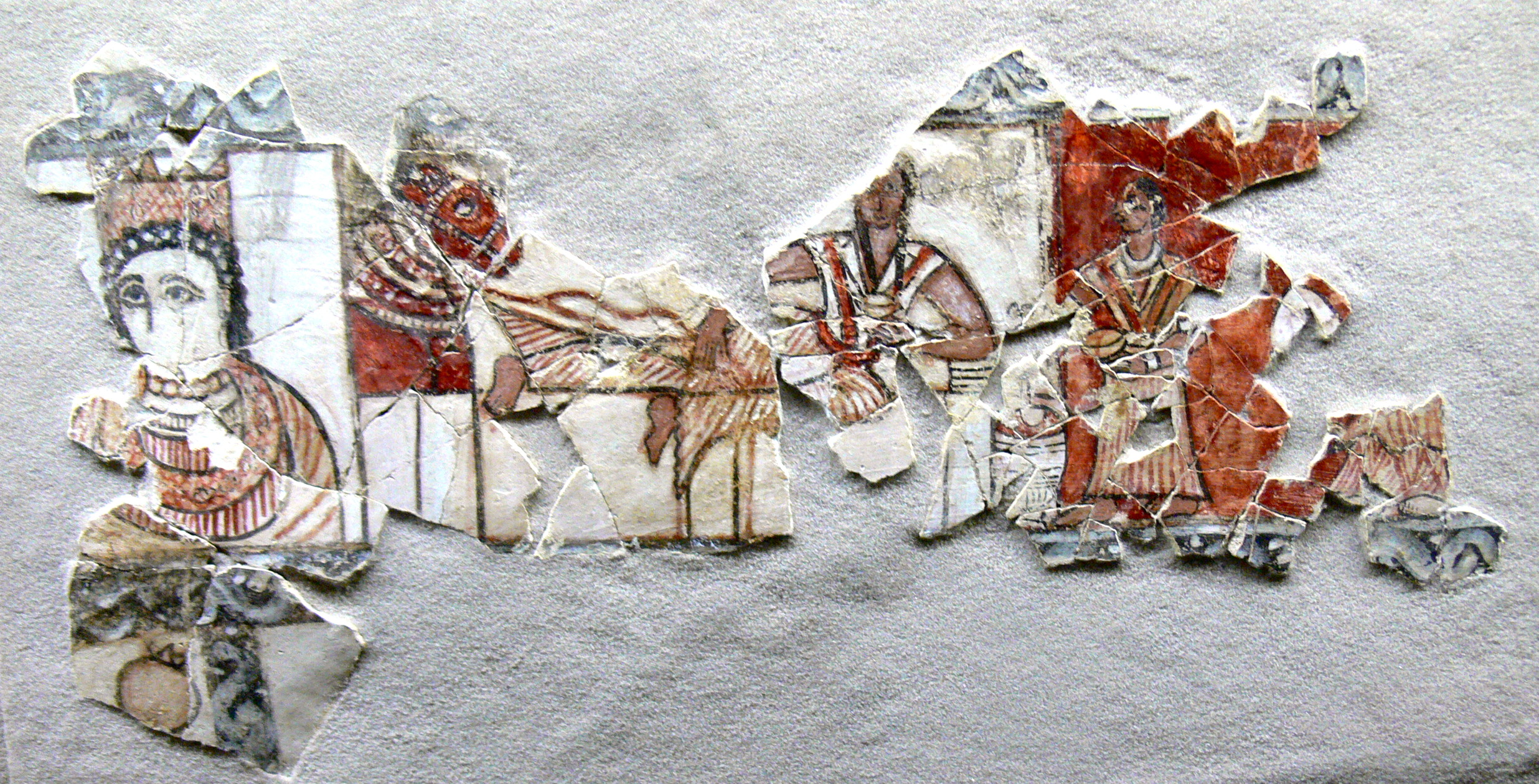
جزء من لوحة جدارية تُظهر ملكًا كنديًا ، القرن الأول الميلادي.

ازدهرت تدمر كجزء من الخلافة الأموية وتزايد عدد سكانها.  وكانت محطة رئيسية على الطريق التجاري بين الشرق والغرب مع سوق كبير بناه الأمويين   خلال هذه الفترة، كانت تدمر معقل قبيلة بنو كلب.  بعد هزيمة سليمان بن هشام من قبل مروان الثاني خلال حرب أهلية في الخلافة هرب الأمير الأموي سليمان بن هشام إلى بنو كلب في تدمر لكنه تعهد في النهاية بالولاء لمروان في عام 744 واصلت تدمر معارضة مروان حتى استسلام زعيم بنو كلب الأبرش الكلبي في عام 745.  ذلك العام أمر مروان بهدم أسوار المدينة.   في عام 750 اندلعت ثورة بقيادة مجزة بن الكوثر وأبو محمد السفياني ضد الخلافة العباسية الجديدة عبر سوريا والقبائل في تدمر دعمت المتمردين.  بعد هزيمته لجأ أبو محمد إلى المدينة التي صمدت أمام الهجوم العباسي لفترة كافية للسماح له بالفرار. 

### الممالك المتأخرة

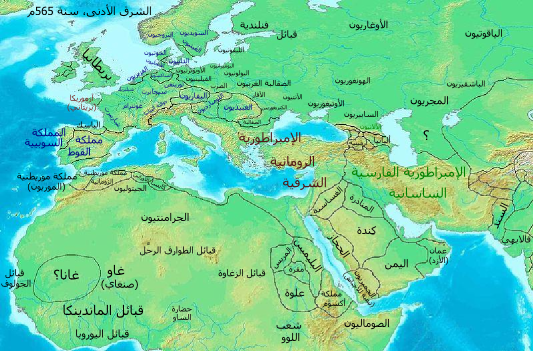
الشرق الأدنى عام 565 م.

قامت الممالك الثلاث الغساسنة والمناذرة وكندة بالهجرة الكبرى الأخيرة من العرب قبل الإسلام من اليمن إلى الشمال. زاد الغساسانيون من الوجود السامي في سوريا الهيلينية واستقروا بشكل أساسي في منطقة حوران وانتشروا في لبنان وفلسطين وشرق الأردن.

المقاطعة العربية في الامبراطورية الرومانية الفترة 117-138 م.

أشار الإغريق والرومان إلى جميع السكان الرحل في الصحراء في الشرق الأدنى بالعرب. ودعا الرومان اليمن «بلاد العرب السعيدة». أطلق الرومان على دول البدو الرحل داخل الإمبراطورية الرومانية (العربية البترائية) والمنطقة من بعد مدينة البتراء والصحارى التي تحد الإمبراطورية الرومانية إلى الجنوب والشرق بشبه الجزيرة العربية.
حكمت مملكة المناذرة وهي سلالة عربية من قبيلة لخم من تنوخ المنطقة من منتصف نهر دجلة حول عاصمتهم الحيرة. وانتهى بهم الأمر بالتحالف مع الساسانيين ضد الغساسنة والإمبراطورية البيزنطية. حارب المناذرة القبائل العربية المتحالفة مع مملكة كندة حيث دمر المناذرة مملكة كندة في نهاية المطاف عام 540 بعد سقوط حليفهم الرئيسي مملكة حمير. قام الساسانيون الفارسيون بحل سلالة المناذرة في عام 602 حيث كانوا تحت سيطرتهم المباشرة. هاجر الكنديون من اليمن إلى جانب الغساسنة والمناذرة، لكن قبيلة ربيعة رجعتهم إلى البحرين. عادوا إلى اليمن وتحالفوا مع الحميريين الذين قاموا بتثبيتها كمملكة تابعة وحكمت شبه الجزيرة العربية الوسطى من «قرية الفاو». وحكموا الجزء الأكبر من شبه الجزيرة العربية الشمالية والوسطى حتى تم تدميرهم من قبل ملك المناذرة المنذر بن امرئ القيس وابنه عمرو بن المنذر.

## فترة العصور الوسطى

عصر الخلفاء
الدولة الإسلامية في ظل بعثة النبي محمد (ص), 622–632
الدولة الإسلامية في ظل دولة الخلفاء الراشدون 632–661.
الدولة الإسلامية في ظل الدولة الأموية 661–750

### الخلافة الراشدة (632- 661)
بعد وفاة النبي محمد صلى الله عليه وسلم في عام 632 أطلقت جيش الخلفاء الراشدين حملات الفتح التي أسست الخلافة الإسلامية أو الإمبراطورية الإسلامية كواحدة من أكبر الإمبراطوريات في التاريخ. كانت أكبر واستمرت لفترة أطول من الإمبراطورية العربية السابقة كالمملكة ماوية أو مملكة تدمر أوالآراميون. كانت دولة الخلفاء الراشدون دولة جديدة تماما وعلى عكس الممالك العربية الأخرى لها مثل حمير أوالمناذرة أو الغساسنة.

### الخلافة الأموية (661–750 و 756-1031)

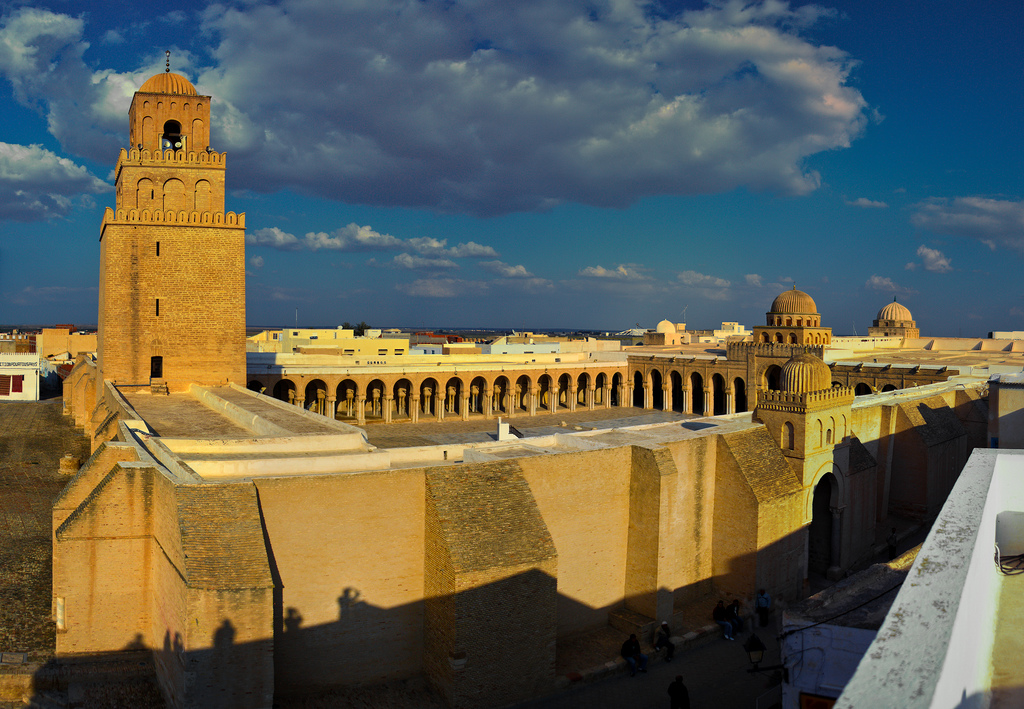
الجامع الكبير في القيروان في تونس تأسس في عام 670 من قبل القائد العربي عقبة بن نافع. وهو أقدم مسجد في المغرب العربي ويمثل شهادة معمارية على الفتح العربي لشمال إفريقيا.

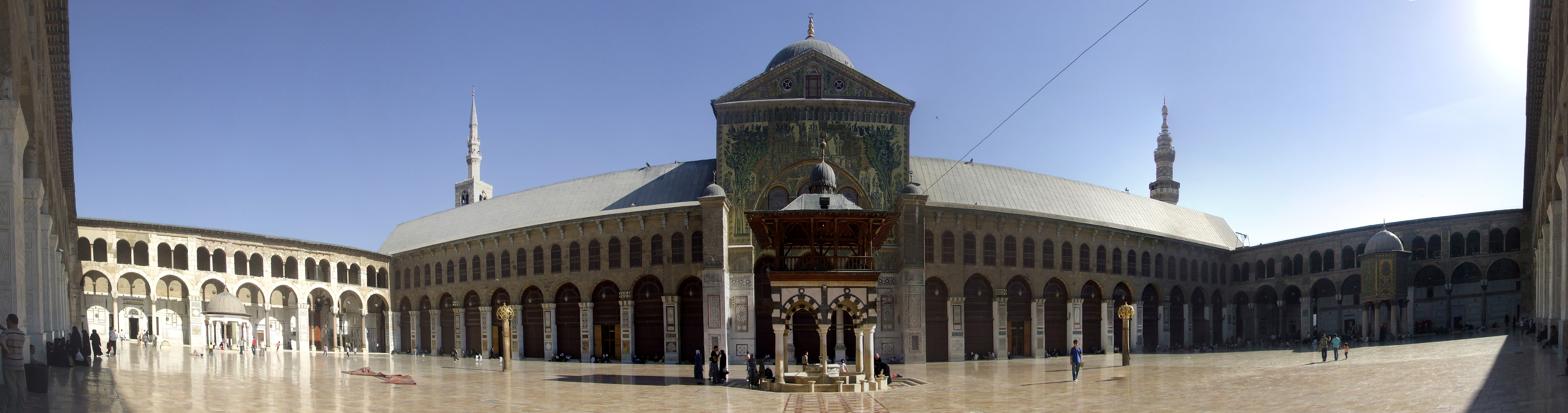
يعد المسجد الأموي في دمشق الذي تم بناؤه عام 715، أحد أقدم وأكبر وأفضل المساجد المحفوظة في العالم.

في عام 661 سقطت الخلافة الراشدة في أيدي بني أمية وأنشأت دمشق عاصمة للخلافة. كان الأمويون فخورين بهويتهم العربية. وقد أسسوا مدن حامية في الرملة والرقة والبصرة والكوفة والموصل وسامراء وكلها تطورت إلى مدن كبرى.
أنشأ الخليفة عبد الملك بن مروان اللغة العربية كلغة رسمية للخلافة في عام 686. أثر هذا الإصلاح بشكل كبير على الشعوب غير العربية المهزومة وأثار سياسة التعريب على المنطقة. ومع ذلك فإن مكانة العرب العليا بين المسلمين غير العرب تحولت إلى التزام الأخير بدفع ضرائب باهظة مما تسبب في الاستياء. سعى الخليفة عمر بن عبد العزيز إلى حل النزاع عندما وصل إلى السلطة في عام 717. وقام بتصحيح التباين وطالب بمعاملة جميع المسلمين على قدم المساواة لكن إصلاحاته المقصودة لم تدخل حيز التنفيذ حيث مات بعد ثلاث سنوات فقط من الحكم. في الوقت الحالي اجتاح المنطقة استياء الأمويين وحدثت انتفاضة وصل فيها العباسيون إلى السلطة ونقلوا العاصمة إلى بغداد.

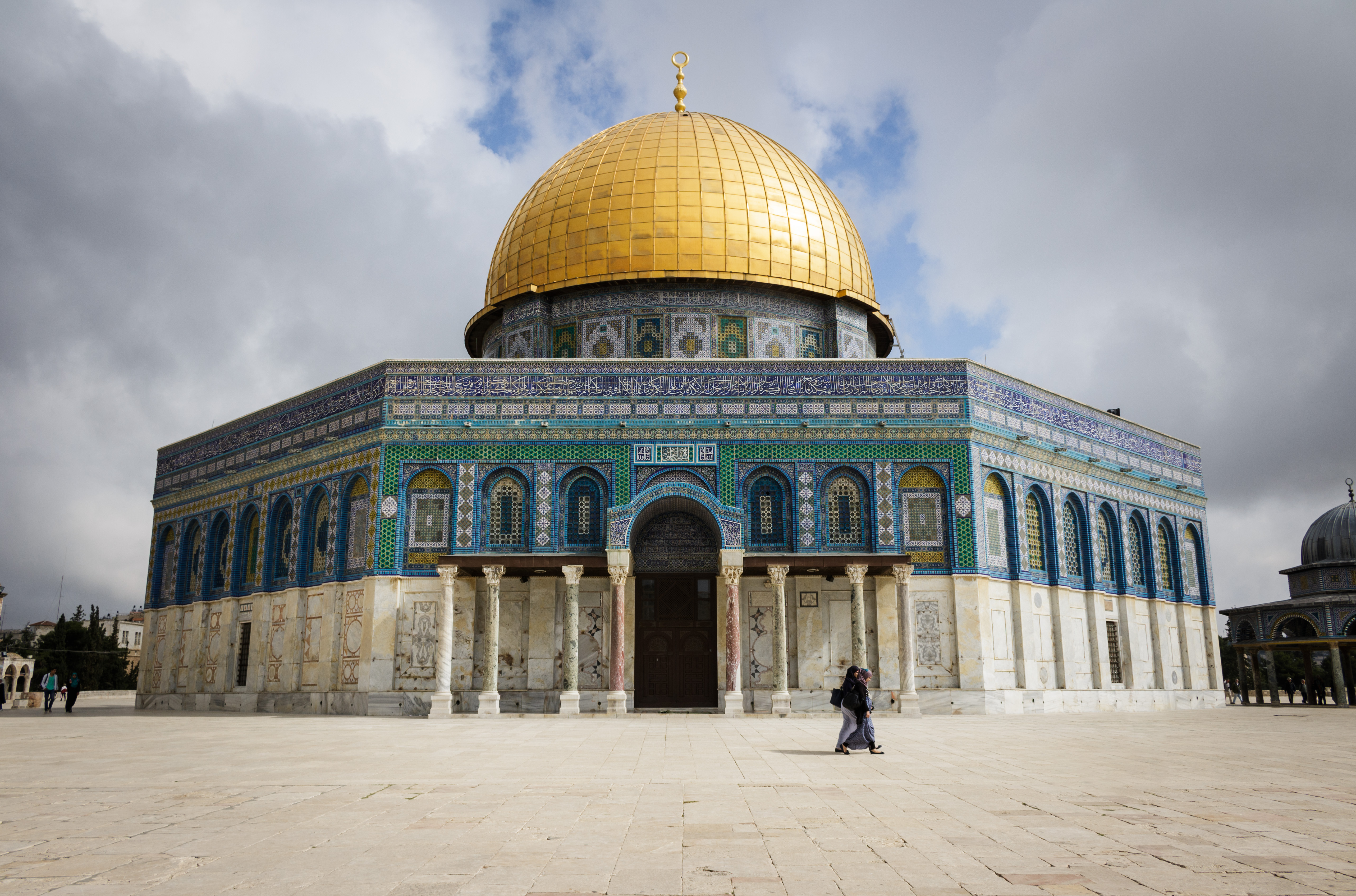
مسجد قبة الصخرة في القدس شيد في عهد عبد الملك بن مروان.

وسّع الأمويون إمبراطوريتهم غربًا واستولوا على شمال إفريقيا من البيزنطيين. قبل الفتح العربي تم غزو شمال إفريقيا أو توطينها من قبل البونيقيون والرومان. بعد الثورة العباسية فقد الأمويين معظم أراضيهم باستثناء إيبيريا. وأصبحت حيازتهم الأخيرة معروفة باسم إمارة قرطبة. لم يكن حتى حكم حفيد مؤسس هذه الإمارة الجديدة أن الدولة دخلت مرحلة جديدة باسم خلافة قرطبة. تميزت هذه الدولة الجديدة بتوسعها في التجارة والثقافة والمعرفة وشهدت بناء روائع عمارة الأندلس ومكتبة الحكم المستنصر بالله التي تضم أكثر من 400000 مجلد. مع انهيار الدولة الأموية في 1031 م تم تقسيم الأندلس إلى ممالك صغيرة.

### الخلافة العباسية (750-1258 و 1261–1517)

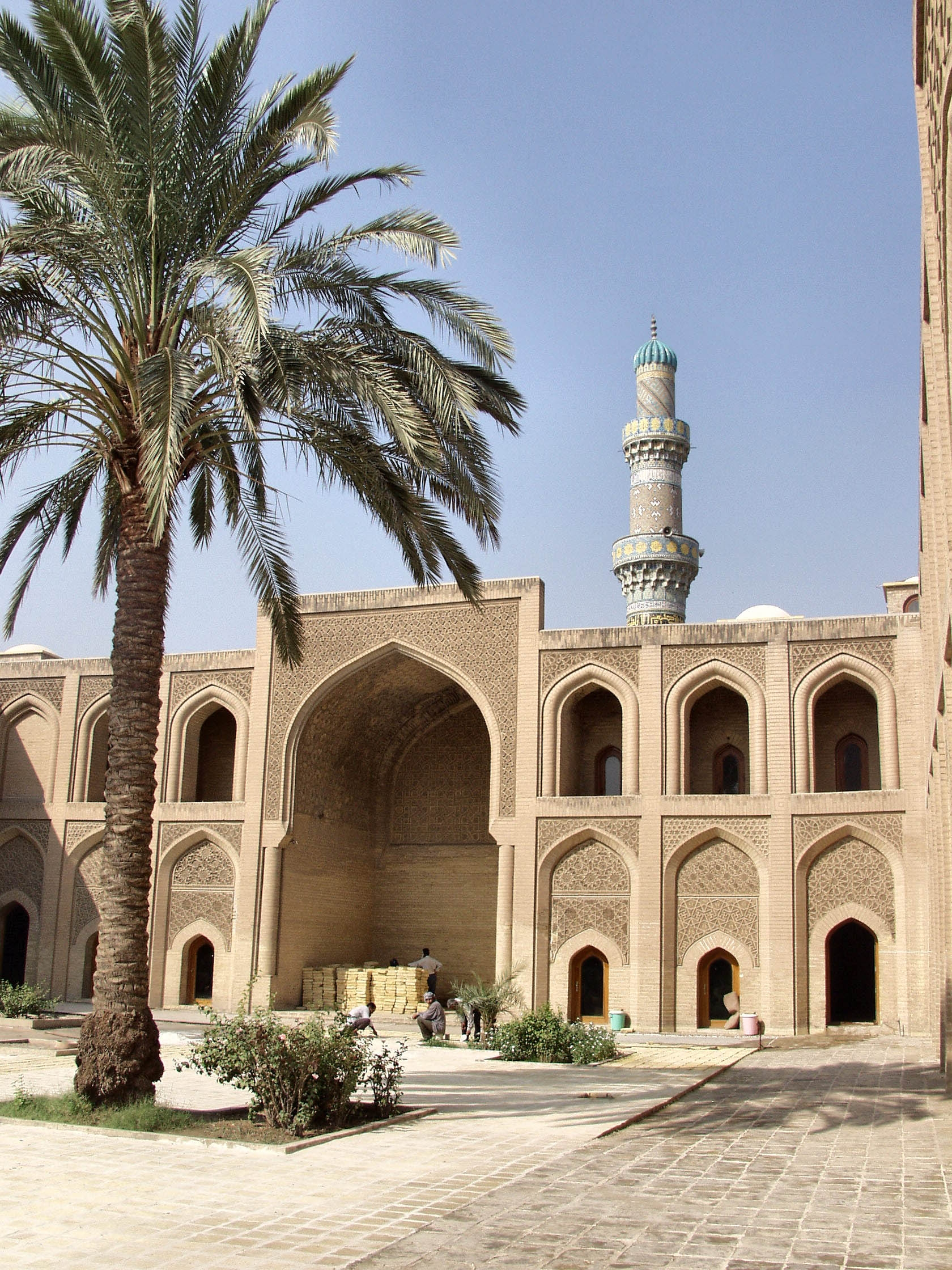
الجامعة المستنصرية في بغداد.

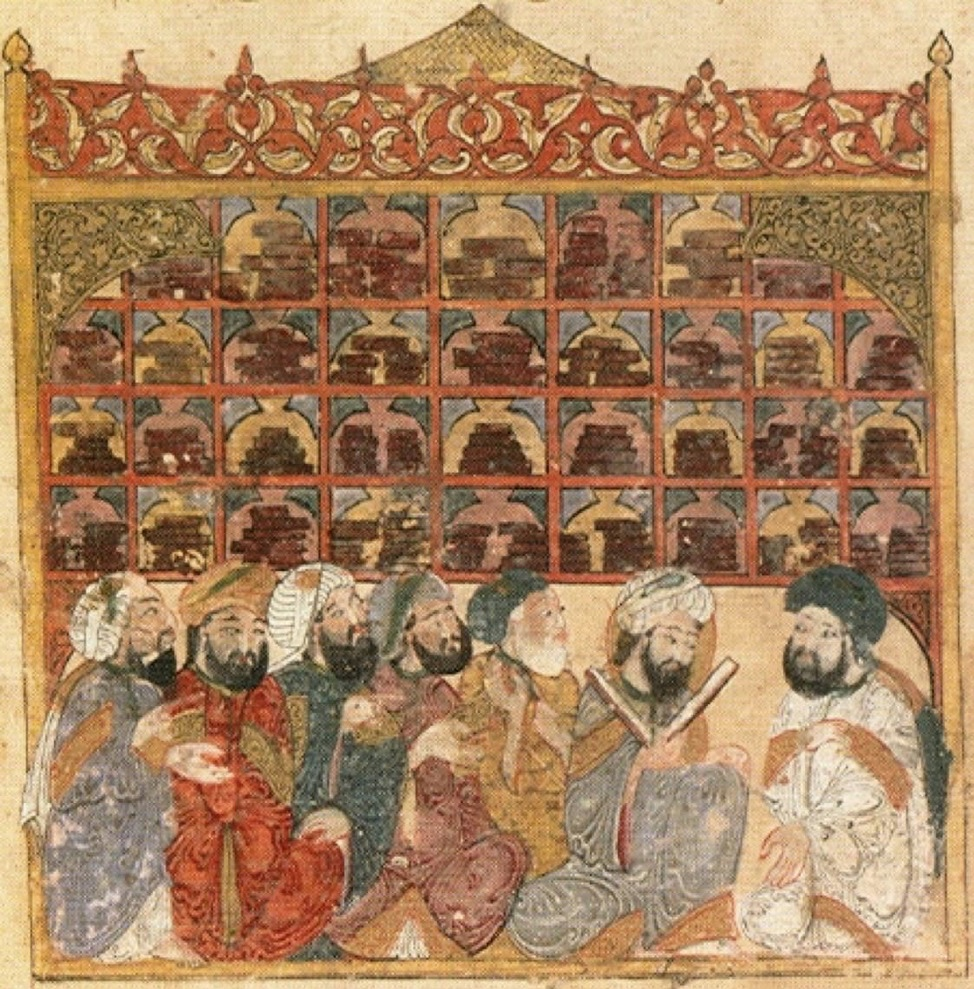
علماء في مكتبة عباسية في بغداد.

العباسيون كانوا أحفاد العباس بن عبد المطلب أحد أصغر أعمام النبي محمد (ص). قاد العباسيون تمردًا ضد الأمويين وهزموهم في معركة الزاب وأنهىوا حكمهم فعليًا في جميع أنحاء الإمبراطورية باستثناء الأندلس. في عام 762 أسس الخليفة العباسي المنصور الثاني مدينة بغداد وأعلن أنها عاصمة الخلافة. على عكس الأمويين حصل العباسيون على دعم من غير العرب.
تم افتتاح العصر الذهبي الإسلامي بحلول منتصف القرن الثامن بعد صعود الخلافة العباسية ونقل العاصمة من دمشق إلى مدينة بغداد التي تأسست حديثًا. تأثر العباسيون بالقرارات القرآنية والأحاديث النبوية مثل «حبر الباحث أكثر قداسة من دماء الشهداء» مؤكدًا على قيمة المعرفة. وخلال هذه الفترة العالم الإسلامي أصبحت بغداد مركزا فكريا للعلم والفلسفة والطب والتعليم ودافع العباسيين عن المعرفة وإنشاء «بيت الحكمة» في بغداد. كانت السلالات المتنافسة مثل الفاطميين في مصر والأمويين في الأندلس أيضًا من المراكز الفكرية الكبرى التي تضم مدنًا مثل القاهرة وقرطبة المنافسة لبغداد.

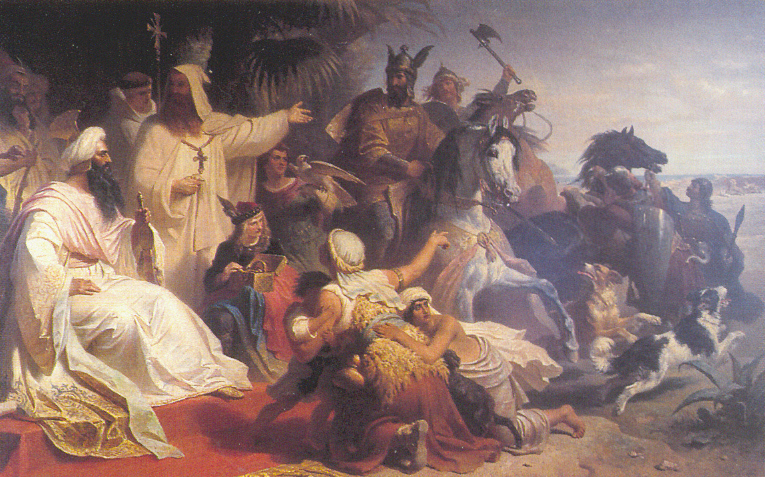
هارون الرشيد يستقبل وفداً أرسله شارلمان.

حكم العباسيون 200 عام قبل أن يفقدوا سيطرتهم المركزية عندما بدأت الولاية في الانهيار في القرن العاشر وكان هناك إحياء لقوتهم التي أمهى عليها المغول الذين غزوا بغداد في عام 1258 وقتلوا الخليفة عبد الله المستعصم بالله. وهرب أفراد من العائلة العباسية من المذبحة ولجأوا إلى القاهرة التي كانت قد خرجت عن الحكم العباسي قبل ذلك بسنتين واتخذ القادةالمماليك الجانب السياسي للحكم بينما كان الخلفاء العباسيون يشاركون في الأنشطة المدنية واستمروا في رعاية العلوم والفنون والأدب.

### الخلافة الفاطمية (909-1171)

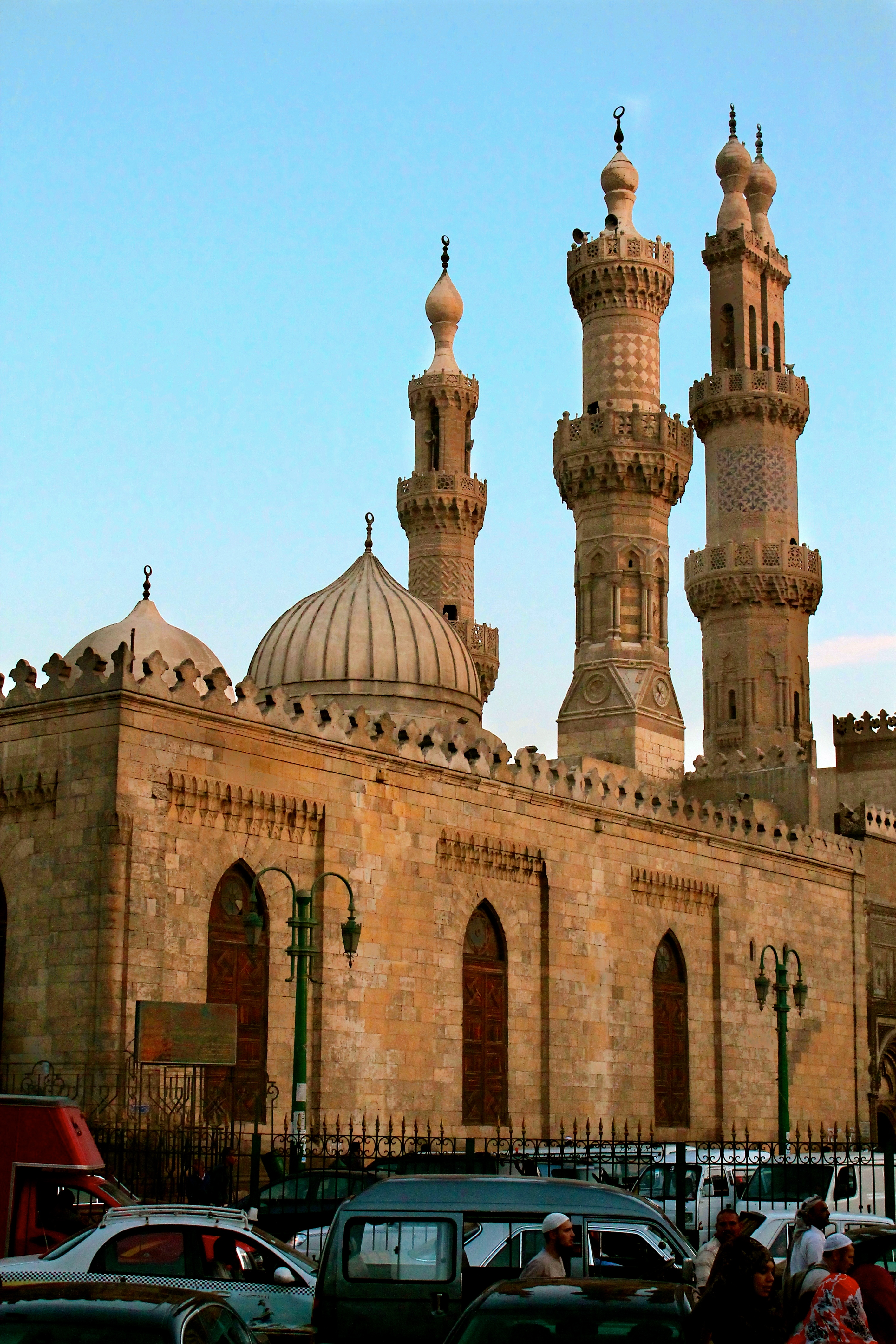
الجامع الأزهر شيد بتكليف من الخليفة الفاطمي المعز لدين الله في العاصمة القاهرة المنشأة حديثًا في عام 969.

تأسست الخلافة الفاطمية على يد عبيد الله المهدي وهو سليل السيدة فاطمة الزهراء ابنة النبي محمد (ص) في أوائل القرن العاشر. كانت مصر المركز السياسي والثقافي والديني للإمبراطورية الفاطمية. تشكلت الدولة الفاطمية بين قبائل كتامة البربرية في غرب الساحل الشمالي الإفريقي في الجزائر في عام 909 م وغزت مدينة رقادة عاصمة الأغالبة. في عام 921 أسس الفاطميون مدينة المهدية التونسية لتكون عاصمتهم الجديدة. في عام 948 حولوا عاصمتهم إلى المنصورية بالقرب من القيروان في تونس وفي عام 969 احتلوا مصر وأنشأوا القاهرة عاصمة لخلافتهم.
حققت الحياة الفكرية في مصر خلال الفترة الفاطمية تقدماً ونشاطاً كبيراً وذلك بسبب العديد من العلماء الذين عاشوا في مصر أو قدموا إليها، فضلاً عن عدد الكتب المتاحة. أعطى الخلفاء الفاطميون مناصب بارزة للعلماء في محاكمهم وشجعوا الطلاب وأنشأوا مكتبات في قصورهم حتى يتسنى للعلماء توسيع معارفهم وجني الفوائد من عمل أسلافهم. عرف الفاطميون أيضًا بفنونهم الرائعة. توجد العديد من آثار العمارة الفاطمية في القاهرة حتى اليوم والأمثلة الأكثر تحديدًا تشمل مسجد الحاكم بأمر الله وجامعة الأزهر.
لم يكن حتى القرن الحادي عشر أن شهدت المنطقة المغاربية تدفقًا كبيرًا من العرب. ابتداءً من القرن الحادي عشر هاجرت قبائل البدو العربية بنو هلال إلى الغرب. بعد أن أرسلهم الفاطميون لمعاقبة البربر الزيريين على التخلي عن الشيعة حيث سافروا غربًا. سرعان ما هزم بنو هلال الزيريين وأضعف الحماديون. وفقا لبعض المؤرخين الحديثين. كان تدفقهم عاملاً رئيسياً في تعريب المغرب العربي. على الرغم من أن البربر كانوا يحكمون المنطقة حتى القرن السادس عشر (تحت السلالات القوية مثل المرابطين والموحدين والحفصيين وما إلى ذلك).

### الإمبراطورية العثمانية (1299-1922 / 1923)
في الفترة من 1517 إلى 1918 كان معظم العالم العربي تحت حكم الإمبراطورية العثمانية. هزم العثمانيون سلطنة المماليك في القاهرة وانتهوا من الخلافة العباسية. العرب لم يشعروا بتغيير الإدارة لأن العثمانيين كانواعلى غرار حكمهم بعد بأنظمة الإدارة العربية السابقة.
في عام 1911 شكل المثقفون والسياسيون العرب من جميع أنحاء بلاد الشام جمعية العربية الفتاة وهو ناد قومي صغير في باريس. كان هدفها المعلن هو «رفع مستوى الأمة العربية إلى مستوى الأمم الحديثة». في السنوات القليلة الأولى من وجودها دعت جمعية العربية الفتاة إلى مزيد من الحكم الذاتي داخل الدولة العثمانية الموحدة بدلاً من الاستقلال العربي عن الإمبراطورية. استضافت جمعية العربية الفتاة المؤتمر العربي لعام 1913 في باريس وكان الغرض منه مناقشة الإصلاحات المنشودة مع أشخاص معارضين آخرين من العالم العربي. ومع ذلك مع قمع السلطات العثمانية لأنشطة المنظمة وأعضائها انطلقت أعمال جمعية العربية الفتاة في السر وطالبت بالاستقلال والوحدة الكاملين للمحافظات العربية.
بعد الحرب العالمية الأولى عندما هزمت الإمبراطورية العثمانية من قبل الإمبراطورية البريطانية تم تقسيم المستعمرات العثمانية السابقة بين البريطانية والفرنسية.

## الفترة الحديثة
يعيش العرب في العصر الحديث في العالم العربي الذي يضم 22 دولة في غرب آسيا وشمال إفريقيا وأجزاء من القرن الإفريقي. وهي جميعها دول حديثة وأصبحت مهمة ككيانات سياسية مميزة بعد سقوط وهزيمة الإمبراطورية العثمانية وتفككها.

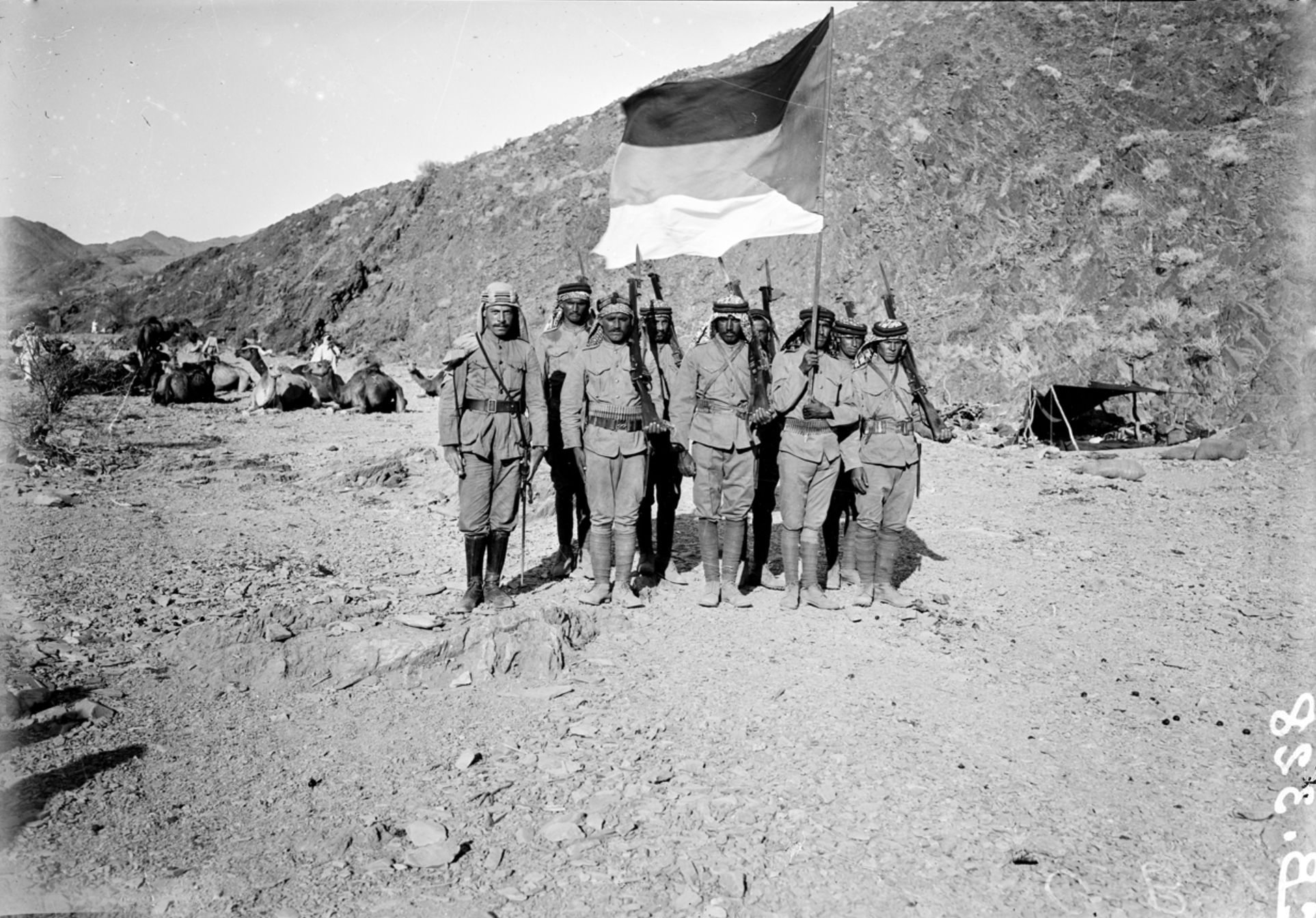
جنود الجيش العربي في الصحراء العربية يحملون علم الثورة العربية.